# 2817 Perec
2817 Perec è un asteroide della fascia principale. Scoperto nel 1982, presenta un'orbita caratterizzata da un semiasse maggiore pari a 2,3583378 UA e da un'eccentricità di 0,1788933, inclinata di 2,26824° rispetto all'eclittica.
È intitolato allo scrittore francese Georges Perec.